# Ecem Taşın
Ecem Çavdar Taşın, née le 20 janvier 1991, est une judokate turque malvoyante (classe de handicap B2) qui concourt dans la catégorie des -48 kg,. Elle a remporté la médaille de bronze aux Jeux paralympiques d'été de 2016 et de 2024.

## Carrière sportive
Taşın a étudié la gestion du sport à l'Université de Trakya à Edirne, en Turquie. Elle a commencé sa carrière sportive avec l'athlétisme. Après avoir perdu la vue à l'âge de 18 ans, elle a cessé de pratiquer l'athlétisme et a ensuite commencé à s'engager dans le judo. Elle est membre du Edirne Judo Olimpik Spor Kulübü et elle est entraînée par Şengül Demiral.

### Les années 2010
En 2011, elle a participé aux Jeux mondiaux de l'IBSA qui se sont tenus à Antalya, et a terminé à la 7e place. Taşın a remporté une médaille de bronze aux Championnats d'Europe de judo de l'IBSA 2013 qui se sont tenus à Eger.
Elle a participé aux Championnats du monde de l'IBSA 2014 à Colorado Springs, et a pris la 7e place.
En février 2015, Taşın a concouru à la Coupe du monde de l'IBSA à Eger, et a terminé à la 7e place. En mai, elle a participé aux Jeux mondiaux de l'IBSA à Séoul, et a terminé à la 5e place. En octobre, elle a remporté une médaille de bronze dans la catégorie extra-légère (48 kg) aux Championnats d'Europe de judo de l'IBSA 2015 à Odivelas, et a ainsi obtenu une place de quota pour les Jeux paralympiques d'été de 2016. Aux Paralympiques, elle a remporté une médaille de bronze.
En janvier 2017, elle a participé à la Coupe du monde de l'IBSA à Tachkent et a sécurisé la médaille de bronze. En août de la même année, elle a remporté la médaille d'argent aux Championnats d'Europe de l'IBSA qui se sont tenus à Walsall.
En 2018, Taşın a obtenu la 3e place à la Coupe du monde de l'IBSA qui s'est tenue à Antalya en avril et à nouveau au même événement qui s'est tenu à Atyraou en septembre. En novembre de la même année, elle a terminé à la 5e place aux Championnats du monde de l'IBSA à Odivelas.
Lors des Championnats d'Europe de judo de l'IBSA 2019 à Gênes, elle est devenue médaillée de bronze,. En mai 2019, elle a participé au Grand Prix de judo de l'IBSA à Bakou et a terminé à la 5e place. En 2021, elle a participé au même événement et a remporté la médaille d'or.

### Les années 2020
Taşın a participé aux Jeux paralympiques d'été de 2020 qui se sont tenus à Tokyo, et elle a terminé à la 7e place. Lors des Paralympiques, elle s'est blessée en se déchirant les ligaments croisés.
En 2022, elle a remporté la médaille d'argent aux Championnats du monde de judo de l'IBSA à Bakou,.
En janvier 2023, Taşın a remporté la médaille d'argent au Grand Prix de l'IBSA à Almada. En août, elle a gagné la médaille d'argent aux Championnats parasportifs européens qui se sont tenus à Rotterdam, ainsi qu'une autre médaille d'argent aux Championnats du monde de l'IBSA qui se sont déroulés à Birmingham.
Elle a concouru dans l'épreuve J1 aux Jeux paralympiques d'été de 2024 qui se tiendront à Paris, et a obtenu la médaille de bronze.

## Vie personnelle
Ecem Çavdar Taşın est née le 20 janvier 1991. Elle n'avait aucune déficience visuelle jusqu'à l'âge de 18 ans, mais après cela, elle a commencé à perdre la vue et souffre actuellement d'une perte de vision de 95 %.